# Mills megye (Iowa)
Mills megye az Amerikai Egyesült Államokban, azon belül Iowa államban található. Lakosainak száma 14 484 fő (2020. április 1.). Mills megye Pottawattamie, Fremont, Montgomery, Page, Cass és Sarpy megyékkel határos.

## Népesség
A megye népessége az elmúlt években az alábbi módon változott:
| Lakosok száma | 15 073 | 15 015 | 14 876 | 14 896 | 14 844 | 14 484 |
|               | 2010   | 2011   | 2012   | 2013   | 2015   | 2020   |